# Hulk (raspremljeni brod)
Hulk je raspremljeni brod. Ovaj brod može plutati, ali ne može nikamo samostalno otploviti. Može poslužiti kao vojarna, primalište za novake, zatvor, skladište baruta, bolnica, ponton za spašavanje, blokadni brod i sl.  U drugom svjetskom ratu razvijeni su posebni brodovi vojarne koji su nadomjestili hulkove. 